# Tanganyika Groundnut Scheme

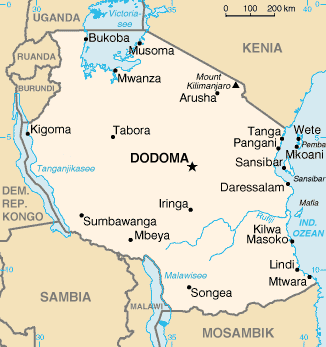
Ort des Tanganyika Groundnut Scheme etwa 80 km nordöstlich von Dodoma

Das Tanganyika Groundnut Scheme (engl. für „Tanganjika-Erdnuss-Plan“, teils auch bezeichnet als East African Groundnut Scheme „Ostafrikanischer Erdnuss-Plan“) war ein agrarindustrielles Großprojekt der britischen Regierung in Tanganjika in den Jahren 1946 bis 1951.
Ursprünglich plante das Ernährungsministerium, ab Mitte 1947 mit bis zu 40.000 Arbeitern durch die Urbarmachung und Bewirtschaftung einer Fläche von bis zu 3,25 Millionen Acres (13.200 km²) in Ostafrika im großen Stil Erdnüsse zur Gewinnung von Erdnussöl zu erzeugen. Gleichzeitig sollte sich damit die Kolonialpolitik unter der Labour-Regierung von Clement Attlee von der seines Tory-Vorgängers, Winston Churchill, abheben (New Colonialism). Es war das umfangreichste und teuerste Projekt dieser Art in der Kolonialgeschichte.
Aufgrund schwerwiegender Planungsmängel scheiterte das Projekt, nachdem 49 Millionen Britische Pfund ausgegeben worden waren, was nach aktueller Kaufkraft 2023 2.040.000.000 Euro entspricht. Der politische Skandal, die Groundnut Affair („Erdnuss-Skandal“), bestand darin, dass das Ministerium eine fahrlässige und unkorrekte Abrechnung der Projektgelder bereits ab Anfang 1948 toleriert hatte. Darüber hinaus hatte es bis Mitte 1949 aufgrund zunehmender Kritik vorsätzlich Falschmeldungen über angebliche Erfolge des Plans verbreitet.
Im Januar 1951 musste das Projekt beendet werden. Minister John Strachey wurde als Staatssekretär in das Kriegsministerium versetzt. Zusammen mit dem kostspieligen Engagement im Koreakrieg sank das Vertrauen der Bevölkerung in die amtierende Regierung, sodass Attlee die vorgezogenen Unterhaus-Wahlen 1951 verlor und Churchill wieder Premierminister des Vereinigten Königreichs wurde.
Bis heute ist der Begriff „Groundnut Scheme“ im allgemeinen britischen Sprachgebrauch und weltweit bei Experten für Entwicklungshilfe mit einer Vergeudung öffentlicher Gelder infolge fehlerhafter Planung bei Großprojekten verbunden.

## Ausgangssituation

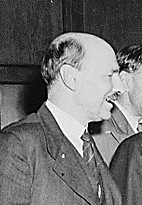
Attlee 1945

Noch während der Potsdamer Konferenz 1945 wurde Winston Churchill bei den Unterhauswahlen im Vereinigten Königreich durch Clement Attlee von der Labour-Partei abgelöst. Labour propagierte einen neuen Wohlfahrtsstaat, der – basierend auf einer umfangreichen Fürsorge für den Einzelnen – die Kriegsfolgen rasch überwinden und zur Verbesserung des allgemeinen Wohlstandes führen würde. In dieses Konzept sollten auch die Kolonien eng eingebunden werden. Wurden diese bislang nach dem Prinzip des indirect rule verwaltet, sollten insbesondere die afrikanischen Kolonien ihren Beitrag zur Versorgung des Mutterlandes leisten. Attlee bezeichnete dies als New Colonialism.
In der Nachkriegszeit herrschte in Europa ein erheblicher Mangel an pflanzlichen Fetten. In Großbritannien lag die auf Lebensmittelmarken zugeteilte Ration von Pflanzenfett unter dem Bedarf, so dass sich für das Ernährungsministerium die Frage nach einer möglichen Erhöhung stellte. Aufgrund der Kriegsfolgen war eine kurzfristige Besserung nicht absehbar. Von allen Ölsaaten erschienen Erdnüsse besonders geeignet, da Kokosnüsse oder Oliven von der Aussaat bis zur ersten Ölproduktion mehrere Jahre benötigen. Raps, Baumwolle und Sonnenblumen wachsen schnell, benötigen allerdings erhebliche Niederschläge. Erdnüsse stellen nur geringe Ansprüche an die Fruchtbarkeit des Bodens und benötigen nur etwa 500 mm Niederschläge pro Jahr.
In dieser Situation schlug Frank Samuel, Direktor der United Africa Company (UAC), einer Tochtergesellschaft der Unilever, vor, durch die Anpflanzung von Erdnüssen in Afrika die Situation zu verbessern. Der britisch-niederländische Mischkonzern Unilever produzierte damals wie heute Körperpflegemittel (z. B. Lux-Seife), Nahrungsmittel (vor allem Margarine) und weitere Produkte, für die Pflanzenfett als Grundstoff notwendig war bzw. ist. Samuel war für die Beschaffung dieser Grundstoffe verantwortlich, gleichzeitig für das Afrika-Geschäft des Mutterkonzerns. Er ging von einem weltweit weiter stark ansteigenden Bedarf aus. Nach Gesprächen mit R. W. R. Miller, dem Direktor der Landwirtschaftsabteilung der britischen Kolonialverwaltung in Dar es Salaam, entwarf er im Februar 1946 ein Konzept, das den Anbau von Erdnüssen in Tanganyika vorsah.
Am 22. März 1946 wurde Ernährungsminister Sir Ben Smith bei der Rückkehr von Gesprächen in den USA am Flughafen Heathrow von zahlreichen Journalisten erwartet. Diese wollten von ihm eine Stellungnahme zur geplanten Kürzung der Fettrationen bekommen, nachdem entsprechende Pläne des Ministeriums an die Öffentlichkeit gedrungen waren. Am 26. März musste Smith im Unterhaus bei einer Fragestunde der Opposition Probleme einräumen. Am Abend desselben Tages trug Samuel seinen Plan dem Minister vor.
Dieser bestand in einem Fünfjahresplan zur Gewinnung landwirtschaftlicher Flächen in Ostafrika zur Erdnussölproduktion. Da Samuel von unüberwindlichen Schwierigkeiten für ein Privatunternehmen bei der Beschaffung von Material und Gerät zur Zeit der Bewirtschaftung ausging, schlug er vor, die Regierung solle selbst die Verantwortung für das Projekt übernehmen. Das Konzept sah die Urbarmachung von 2.555.000 Acres (10.340 km²) innerhalb von fünf Jahren vor. Die daraus entstehenden Kosten sollten etwa acht Millionen Pfund betragen.
Smith und der Regierung Attlee kam der Vorschlag gelegen. In den Kolonien waren Tausende von Soldaten, die während des Zweiten Weltkrieges als Hilfstruppen oder als paramilitärische Baukolonnen eingesetzt worden waren, unbeschäftigt und mussten entlassen werden, weshalb Spannungen befürchtet wurden. Außerdem ging die Regierung davon aus, dass Transportmittel, Straßenbau- und Räumgerät noch aus Armeebeständen in großem Maße zur Verfügung ständen.

## Planungsphase

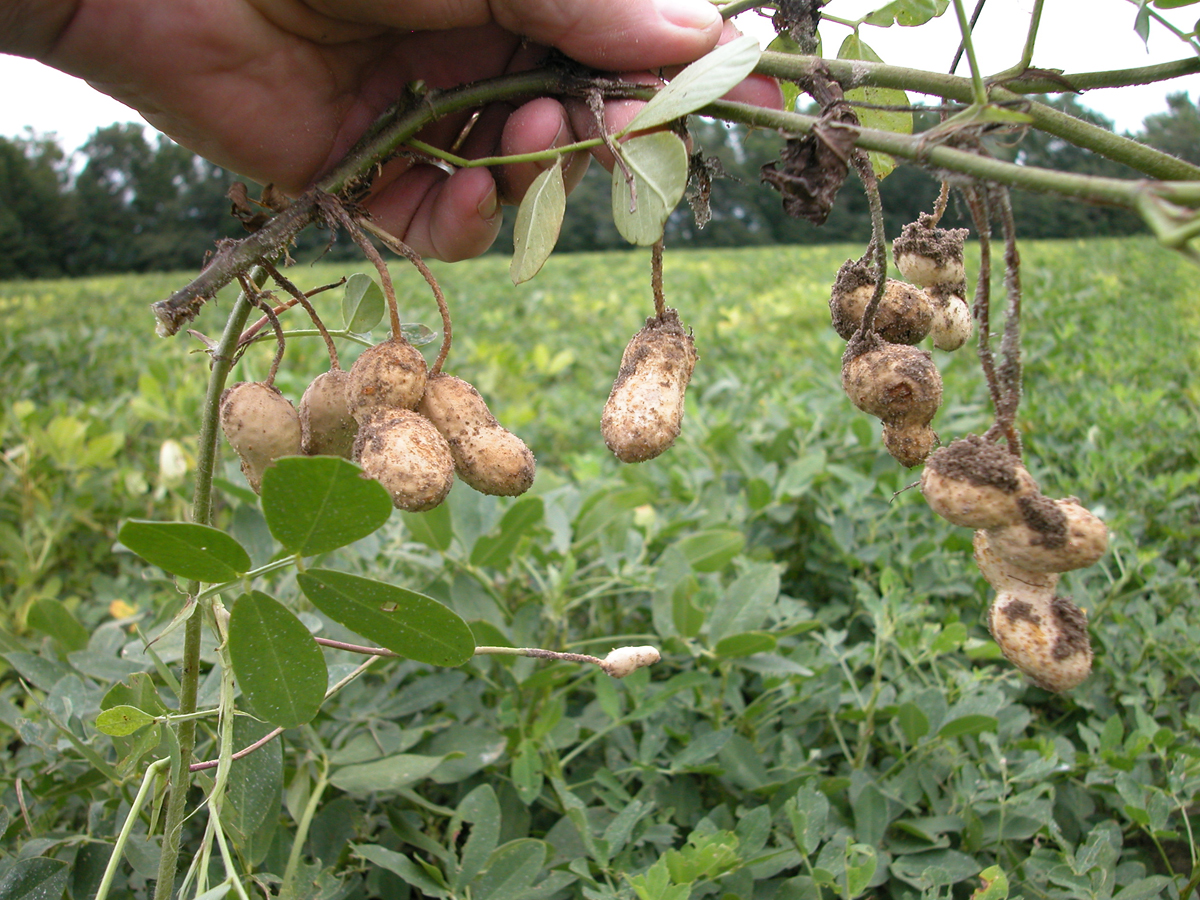
Erdnusspflanzen Arachis hypogaea

Das Ernährungsministerium stellte eine Kommission zusammen, zu deren Vorsitzenden John Wakefield ernannt wurde. Dieser hatte bereits früher die Ansicht vertreten, dass die niedrigen Ernteerträge der indigenen Bevölkerung Afrikas im Wesentlichen auf ungenügende Anbaumethoden zurückzuführen seien. Darüber hinaus war er der Meinung, die ungenügende Nahrungsmittelproduktion auf dem Lande sei für die Landflucht und das Entstehen von Slums rund um die Großstädte verantwortlich. Er sah in dem Groundnut Scheme eine Möglichkeit, mehrere Probleme gleichzeitig zu lösen. Außerdem bestand die Kommission aus David Martin, Plantagendirektor der UAC, und dem Bankkaufmann John Rosa, der für das Colonial Office arbeitete.
Die Kommission verließ London am 20. Juni 1946, hielt sich etwa neun Wochen in Tanganyika auf und untersuchte dabei Böden und mögliche Infrastrukturmaßnahmen sowohl im Hinterland von Lindi im Süden, bei Tabora im Westen, als auch in der Region um Dodoma in der Mitte des Landes. Während im Süden die klimatischen Bedingungen besser erschienen, befand sich im Osten von Dodoma eine Region, in der Erdnüsse bereits mit traditionellen Methoden offensichtlich erfolgreich angebaut wurden. Nach den Erkenntnissen von A. L. Gladwell, Leiter eines Tiefbauunternehmens im Besitz der UAC, wurden die Kosten der Rodung und Urbarmachung der Dornbuschsteppe kalkuliert. Die Entfernung des Wurzelwerkes im Boden war darin nicht enthalten. Anhand dieser Beobachtungen wurde eine Berechnung erstellt, wonach mit etwa 24 Millionen Pfund Gebiete von insgesamt etwa 3,25 Millionen Acres (13.200 km²) zum Anbau von Erdnüssen vorbereitet werden könnten. Diese Gebiete sollten nicht nur in Tanganyika, sondern auch in Kenia und im damaligen Nordrhodesien, dem späteren Sambia, liegen. Die Wakefield-Kommission legte ihren Bericht am 20. September 1946 vor und empfahl, das Projekt im Süden Tanganyikas zu beginnen.
Am 27. Mai 1946 war John Strachey zum Ernährungsminister ernannt worden. Strachey stand unter dem Druck, schnelle Erfolge erzielen zu müssen. Er war darüber hinaus von der Bevölkerungstheorie von Thomas Robert Malthus beeinflusst. Führende Kolonialbeamte in Afrika waren überzeugt, dass mit den gegenwärtigen Methoden die Ernährungslage in den Kolonien sich nicht verbessern würde. Es erschien ihm daher dringend notwendig, im großen Maßstab neue Nahrungsquellen zu erschließen.
Strachey begeisterte sich für den Bericht der Wakefield-Kommission und veranlasste am 27. September 1946 eine weitere Prüfung durch entsprechende Experten. Hierbei äußerten sich einige Experten kritisch sowohl hinsichtlich der erforderlichen – und nach ihrer Einschätzung zu geringen – Niederschlagsmenge in den vorgesehenen Gebieten, als auch in Bezug auf die große Menge an schweren Maschinen, die zum Einsatzort transportiert und vor Ort gewartet werden müsse. Sie empfahlen, zunächst mit einigen kleineren Bereichen in verschiedenen Gebieten zu beginnen, und die dabei gewonnenen Erfahrungen in den weiteren Fortgang des Projektes einfließen zu lassen.
Nach der Veröffentlichung des Berichtes im Februar 1947 entstand eine große öffentliche Begeisterung für das Projekt, fast 100.000 Freiwillige, die meisten davon ehemalige Frontsoldaten, meldeten sich, um daran teilzunehmen.
Die Overseas Food Corporation (OFC) wurde als staatliches Unternehmen gegründet. Strachey ernannte Leslie Plummer, einen langjährigen Parteifreund, zu deren Vorstandsvorsitzenden. Mit der Durchführung des Groundnut Scheme wurde zunächst Unilevers UAC beauftragt, bis die OFC sich zur Übernahme der Aktivitäten in der Lage sehen würde. Ein Projektteam unter der Leitung des südafrikanischen Agrarwissenschaftlers Hugh Bunting wurde im Januar 1947 ausgesandt, um die Fruchtbarkeit der Böden zu prüfen, und kam in allen genannten Gebieten zu positiven Ergebnissen.
Daten über die durchschnittliche Niederschlagsmenge pro Jahr lagen damals für keines der genannten Gebiete vor und wurden erst später erfasst. Es hätte allerdings auffallen können – und war zum Zeitpunkt der Projektplanung bekannt – dass für erfolgreichen Erdnussanbau ein Minimum von 500 mm Niederschlägen pro Jahr erforderlich ist, wohingegen eindeutig bekannt war, dass in der Dornbuschsavanne – wie sie östlich von Dodoma vorherrschte – die durchschnittliche jährliche Niederschlagsmenge deutlich unter 500 mm liegt (sonst wäre es eine Feucht- oder Trockensavanne mit vollkommen anderer Vegetation).
Untersuchungen über Möglichkeiten und evtl. Probleme bei der Urbarmachung des Landes wurden nicht durchgeführt, es wurden lediglich Schätzungen im Ministerium in London vorgenommen. Der Versuch, schwere Traktoren in den USA zu kaufen, blieb erfolglos, da die dortigen Hersteller auf Lieferzeiten von über zwei Jahren verwiesen und nicht bereit waren, Fahrzeuge aus der laufenden Produktion zu verkaufen. Daher wurden Unilevers Agenten weltweit zur Suche nach geeigneten gebrauchten Maschinen aufgefordert.

## Durchführung des Projektes

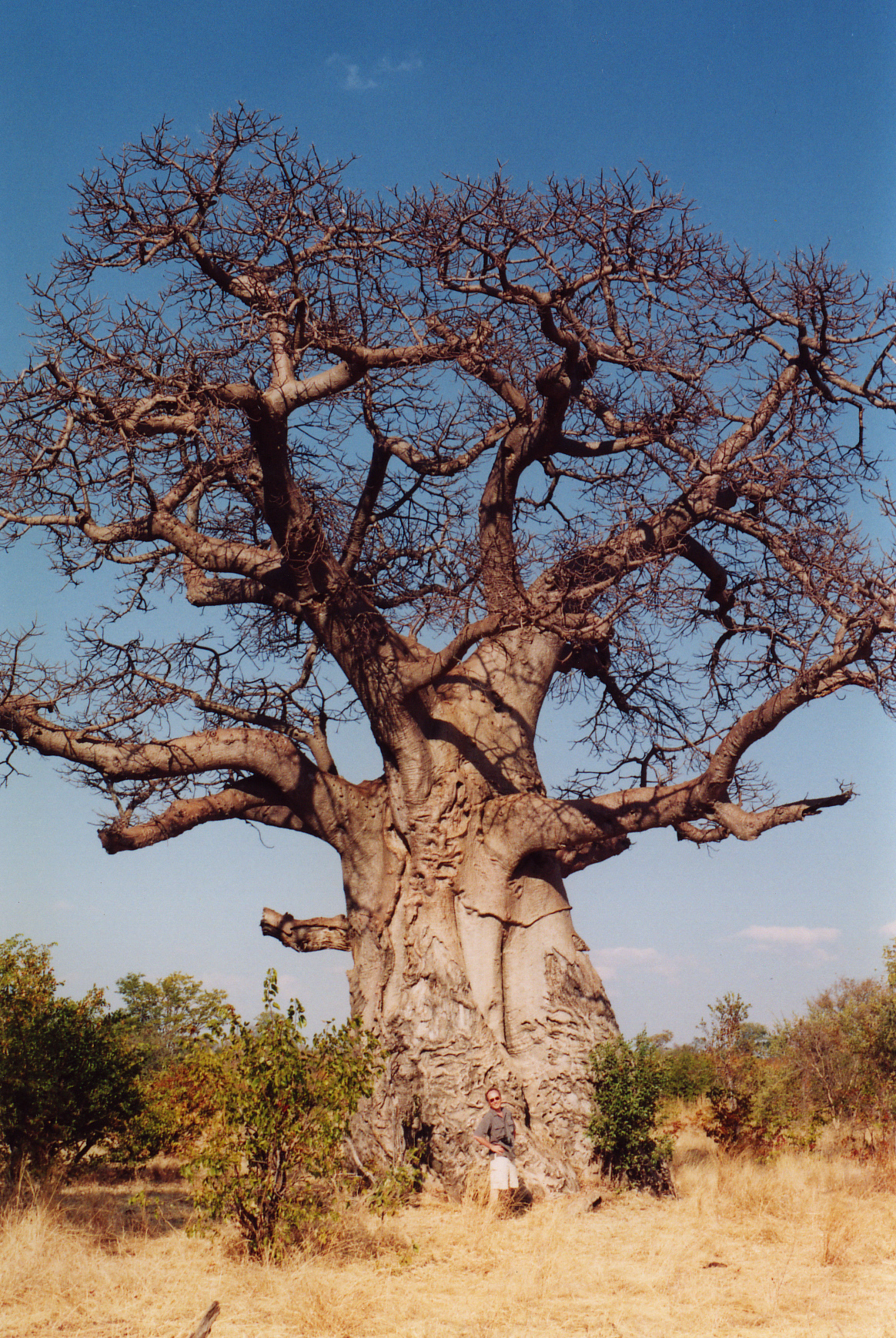
Baobab- oder Affenbrotbaum (Adansonia digitata)

Zunächst wurden Traktoren und Bulldozer in Kanada und aus Beständen der US Army auf den Philippinen gekauft. Dieses Material wurde nach Dar es Salaam verschifft. Inzwischen hatten die Projektleiter vor Ort entschieden, in der Zentralregion bei Kongwa mit dem Projekt zu beginnen, da dies nur etwa 20 km von der vorhandenen Bahnstrecke lag, die eine gute Verbindung zum Hafen von Dar es Salaam – dem einzigen Tiefwasserhafen Tanganyikas – ermöglichte. Hier sollten 15 Einheiten zu je 30.000 acres (120 km²) entstehen. Gleichzeitig wurde im Süden in Nachingwea die nächste Ausbaustufe des Projektes vorbereitet und mit Bauarbeiten der neu gegründeten Stadt Mtwara und des dort neu anzulegenden Hafens begonnen. Hier sollten 55 Einheiten entstehen, weitere 10 Einheiten bei Urambo in der Nähe von Tabora. Es wurden zunächst 25.000 einheimische Arbeiter eingestellt, bis Mitte 1949 stieg die maximale Zahl der Arbeiter auf 35.000 an.
Unmittelbar bevor die ersten Frachtladungen nach Kongwa transportiert werden sollten, wurden bei einer Überschwemmung des Kinyansungwe die Bahngleise zerstört und eine Brücke weggerissen, sodass bis Ende 1947 der Transport nur noch über eine schlechte Piste per Lastkraftwagen möglich war. Auch die Wasserversorgung über die letzten zwölf Kilometer musste mit LKW erfolgen, da sich in der Nähe des Hauptquartiers keine Trinkwasservorkommen befanden. Die Piste von Dar es Salaam zum Hauptquartier führte durch eine Furt im Ruvu, die sich als schwierig zu passieren erwies. Hier kam es mehrfach zu Angriffen von Krokodilen und auch Löwen auf Arbeiter, die versuchten, in der Furt steckengebliebene LKW wieder frei zu bekommen.
Nachdem die ersten Gebäude errichtet waren, stockte die weitere Versorgung, da die Hafenarbeiter in Dar es Salaam streikten. Die ersten Traktoren erreichten das Hauptquartier schließlich mit zwei Monaten Verspätung. Diese erwiesen sich als nur unzureichend geeignet, um die Rodung der Dornbusch-Dickichte durchzuführen. Darüber hinaus stellte sich heraus, dass die mächtigen Baobab-Bäume sich mit dem vorhandenen Gerät nur schlecht fällen ließen. Die Bewohner der Gegend verhinderten die Fällung mehrerer Bäume, da sie für Zeremonien der traditionellen Religionen bedeutsam waren. Viele Bäume waren hohl und beherbergten teils mehrere Bienenstöcke, sodass bei den Baumfällarbeiten zahlreiche Arbeiter durch Bienenstiche verletzt wurden, einige davon schwer. Auch hierbei kam es wiederholt zu Angriffen durch Löwen und mehrfach durch Nashörner.
Nachdem mehr und mehr Maschinen und Traktoren durch – oft nur unzureichend ausgewählte und ungenügend ausgebildete – Einheimische bedient wurden, stieg die Ausfallrate der Geräte rapide an. Im Herbst 1947 waren nur noch ein Drittel der Traktoren einsatzfähig. Bulldozerschaufeln, mit denen Wurzeln gerodet werden sollten, hielten teils nur zwei Tage. Die Kolonialbehörde schickte zwei Experten, um die Arbeiter bei der Gründung einer Gewerkschaft zu beraten. Daraufhin streikten die Arbeiter vor Ort ebenfalls, um höhere Löhne durchzusetzen und die Hafenarbeiter in Dar es Salaam zu unterstützen. Nachdem die Löhne angehoben wurden, führte dies zu einer erheblichen regionalen Inflation, die Bewohner der umliegenden Dörfer konnten die gestiegenen Nahrungsmittelpreise nicht mehr bezahlen und es kam zu einer lokalen Hungersnot.
Die Projektverantwortlichen entschieden sich dann, für die Rodungsarbeiten sog. Shervicks (zu Traktoren umgebaute M4-Sherman-Panzer) einzusetzen. Zwei Shervicks wurden mit einer Kette verbunden und brachen so Schneisen in das Dornbuschdickicht, während ein weiterer Shervick evtl. größere Sträucher oder kleinere Bäume planierte. Auf diese Weise konnten etwa 16 ha täglich gerodet werden. Es wurden Ankerketten aus dem Schiffbau zur Lieferung nach Kongwe in London bestellt. Dort wurde die Bestellung zunächst gestrichen, da die Verwaltungsbeamten in London sich nicht vorstellen konnten, wozu Ankerketten im Binnenland von Tanganyika dienen sollten. Hierdurch verzögerte sich die Lieferung um drei Monate.
Das Pflügen des Bodens und die Entfernung des Wurzelwerkes erwiesen sich als äußerst schwierig. Alle eingesetzten Pflugscharen zeigten sich ungeeignet und waren innerhalb kurzer Zeit unbrauchbar. Erst zu diesem Zeitpunkt begannen Recherchen, welches Material unter diesen Umständen in ähnlicher Situation eingesetzt worden war. Es stellte sich heraus, dass weltweit keine Gerätschaften bekannt waren, die einsetzbar gewesen wären. Dies führte dazu, dass für das Pflügen ein hoher Materialverbrauch mit erheblichem Arbeitsaufwand entstand.
Gegen Ende des Jahres 1947 wurden die ersten Nüsse gepflanzt. Mit Beginn der Regenzeit wurden mehrere Werkstätten und Lagergebäude in Kongwe von einem über die Ufer tretenden Steppenfluss fortgespült. Erhebliche Mengen Saatgut gingen dabei verloren. Auf dem gerodeten Terrain konnten sich gefährliche Skorpione besonders gut entwickeln, diese wurden zu einer ständigen Bedrohung für die Arbeiter. Nach dem Ende der Regenfälle stellte sich im Sommer 1948 heraus, dass der feuchte Lehmboden in der Sonne hart wie Beton wurde und daher die Erdnüsse nur sehr mühsam mit großer Anstrengung geerntet werden konnten. Daraufhin wurde das Projektteam gerügt, welches die Böden geprüft hatte. Bunting, der zwischenzeitlich zum Leitenden Wissenschaftler der OFC ernannt worden war, stellte fest, der Prüfauftrag habe sich nur auf die Fruchtbarkeit, nicht jedoch auf die Festigkeit der Böden erstreckt.
Die am Projekt in Kongwa beteiligten Europäer wurden zunehmend unzufrieden, da es für viele keine sinnvolle Beschäftigung gab oder sie mit ganz anderen Arbeiten beauftragt wurden als die, für die sie eingestellt waren.
Der erste zusammenfassende Bericht des Ernährungsministeriums im Januar 1948 stellte trotzdem fest, dass sich bislang keine schwerwiegenden Fehler bei der Projektabwicklung hätten finden lassen. Minister Strachey erklärte bei einer Pressekonferenz, das ganze Projekt habe sich nur um ein Jahr verzögert.
Im Februar 1948 wurde der United Africa Company die Leitung des Projektes entzogen und von der Overseas Food Corporation direkt übernommen. Nur wenige Mitarbeiter der OFC besaßen Kenntnisse von Landwirtschaft in den Tropen. Es stellte sich heraus, dass die Projektteams vor Ort keine nachprüfbaren Geschäftsbücher geführt hatten und auch die Buchführung der Zentrale in London mangelhaft war. Zahlreiche Belege fehlten oder waren unrichtig verbucht. Minister Strachey veranlasste trotzdem, die vorhandenen Bücher weiterzuführen, wodurch die Verantwortlichkeit für den Verbleib erheblicher Projektmittel zwischen der UAC und der OFC verschleiert – und in manchen Fällen gar nicht mehr nachvollziehbar – wurde. Generalmajor Desmond Harrison wurde als neuer Leiter des Projektes vor Ort eingesetzt und versuchte, mit militärischer Disziplin die Produktivität zu steigern. Hierdurch machte er sich sowohl bei den Arbeitern als auch bei den britischen Experten unbeliebt. Er verfasste zahlreiche Memoranden, Rundschreiben und Arbeitsanweisungen, bis er im Herbst 1948 aus Krankheitsgründen nach Großbritannien zurückkehren musste.
Das ursprüngliche Jahresziel der Rodung von 600 km² wurde schrittweise auf 200 km² reduziert, schließlich wurden 41 km² im Jahr 1948 erreicht. Darüber hinaus wurde das Bett eines ausgetrockneten Sees auf einer Fläche von 80 km² bepflanzt sowie eine nur unzureichend gerodete Fläche von weiteren 45 km². Trotzdem waren etwa 4.000 t Erdnüsse als Saatgut gekauft worden, von denen nur ein Bruchteil ausgesät werden konnte. Davon wurden bis Ende 1949 2.000 t Erdnüsse geerntet. Ab Ende 1949 wurden Sonnenblumen ausgesät in der Hoffnung, dadurch bessere Erträge erzielen zu können. Auch musste der Boden dazu nicht nivelliert und von Wurzeln befreit werden. Die Regenzeit im Winter 1949/50 fiel jedoch aus und die Saat vertrocknete auf den Feldern. Daran änderte auch der erstmalige großflächige Einsatz von Silberjodid zur Erzeugung von künstlichem Regen nichts. Von 3.000 t Sonnenblumen-Saatgut konnten nicht einmal mehr 500 t Ernteertrag eingebracht werden.

## Ende des Projektes und Folgen
Bereits im Jahr 1949 waren wiederholt kritische Stimmen laut geworden, die zunächst die unsaubere Buchführung und die hohen Projektkosten kritisierten. Das Ernährungsministerium beschwichtigte und veröffentlichte optimistische Schätzungen über die zukünftigen Erfolge des Projekts, ohne jedoch auf Risiken hinzuweisen. Im Juli 1949 war ein Antrag der Opposition im Unterhaus gescheitert, die staatlichen Zuschüsse zu reduzieren. Erst Ende 1949, als klar wurde, dass die selbstgesteckten Ziele auf keinen Fall mehr zu erreichen waren, setzte auch eine politische Diskussion ein. Bunting kritisierte das Ministerium öffentlich für dessen veröffentlichte Falschinformationen. Wakefield, der inzwischen Mitglied des Aufsichtsrates der OFC war, kritisierte den OFC-Vorstandsvorsitzenden Plummer öffentlich und beide lieferten sich einen heftigen Schlagabtausch in der Presse. Minister Strachey reagierte mit Wakefields Entlassung im Januar 1950.
Als Anfang 1950 bekannt wurde, dass doppelt so viel Saatgut gekauft worden war, wie nach drei Jahren Projektlaufzeit an Ernte hatte eingebracht werden können, geriet Strachey in den Brennpunkt der Kritik. Er wurde schließlich im Rahmen einer Kabinettsumbildung von Attlee aus seinem bisherigen Ressort abgezogen und als Staatssekretär in das Kriegsministerium versetzt. Plummer trat als Vorstandsvorsitzender im Mai 1950 zurück. Nachdem Stracheys Nachfolger Maurice Webb in der anschließenden Parlamentsdebatte noch vergeblich versucht hatte, für Plummers Ehrenrettung einzutreten, gab Webb erst im Juli 1950 öffentlich Fehler der Beteiligten zu.
Im Januar 1951 beschloss das Kabinett die Einstellung des Groundnut Scheme, wenige Tage später auch das Unterhaus mit den Stimmen fast aller Abgeordneten.
Insgesamt waren an direkten Projektgeldern 37 Millionen Pfund ausgegeben worden, dazu weitere zwölf Millionen, die als Infrastrukturmaßnahmen für die Kolonie Tanganyika deklariert worden waren und im Wesentlichen den Bau des Hafens und Flughafens von Mtwara, Straßenbau im Hinterland von Lindi, den Ausbau von Bahn- und Straßenverbindungen entlang der Central Railway, den Bau einer Schmalspurbahn in der Südprovinz, der Southern Province Railway, den Bau von Lagerhäusern und Bürogebäuden in Dar es Salaam und die Einrichtung von Landepisten im Busch umfassten. Nur ein geringer Bruchteil dieser Einrichtungen ergab ohne das Groundnut Scheme einen wirtschaftlichen Sinn bzw. wurde weiter genutzt, sodass die Kosten tatsächlich dem Projekt zugerechnet werden müssen. Nach heutiger (2013) Kaufkraft entspricht dies einem Betrag von insgesamt etwa 1.673.000.000 Euro.
Eine Untersuchungskommission der britischen Regierung stellte fest, dass für das Scheitern zwei Hauptgründe verantwortlich gewesen seien: Erstens die fehlerhafte Auswahl des zu bearbeitenden Geländes, zweitens das Fehlen von Korrektur- und Kontrollmechanismen, die frühzeitig Hinweise auf Probleme hätten geben können. In den folgenden Jahren wurden zahlreiche wissenschaftliche Untersuchungen über die Gründe des Scheiterns veröffentlicht, bis heute wird das Groundnuts Scheme als abschreckendes Beispiel für fehlgeschlagene agrarindustrielle Großprojekte zitiert. Ein positiver Einfluss auf die Wirtschaft in Tanganyika ergab sich nicht, die erhoffte Wirkung als Entwicklungshilfemaßnahme blieb aus.
Das Colonial Office setzte im Gebiet bei Kongwa das Projekt unter der neuen Bezeichnung Investigation of the economics of clearing and mechanized agriculture under tropical conditions fort, bei Urambo und Nachingwea wurden auch Tabakpflanzungen auf dem gerodeten Gebiet angelegt. Alle Nachfolgeprojekte erwiesen sich als unrentabel. Die Durchführung wurde bis 1954 noch von der OFC koordiniert, diese wurde 1954 aufgelöst und die Überreste an die neu gegründete Tanganyika Agricultural Corporation (TAC) übertragen. Diese stellte die Arbeiten ein und verkaufte die restlichen Maschinen und Gebäude.

## Sonstiges

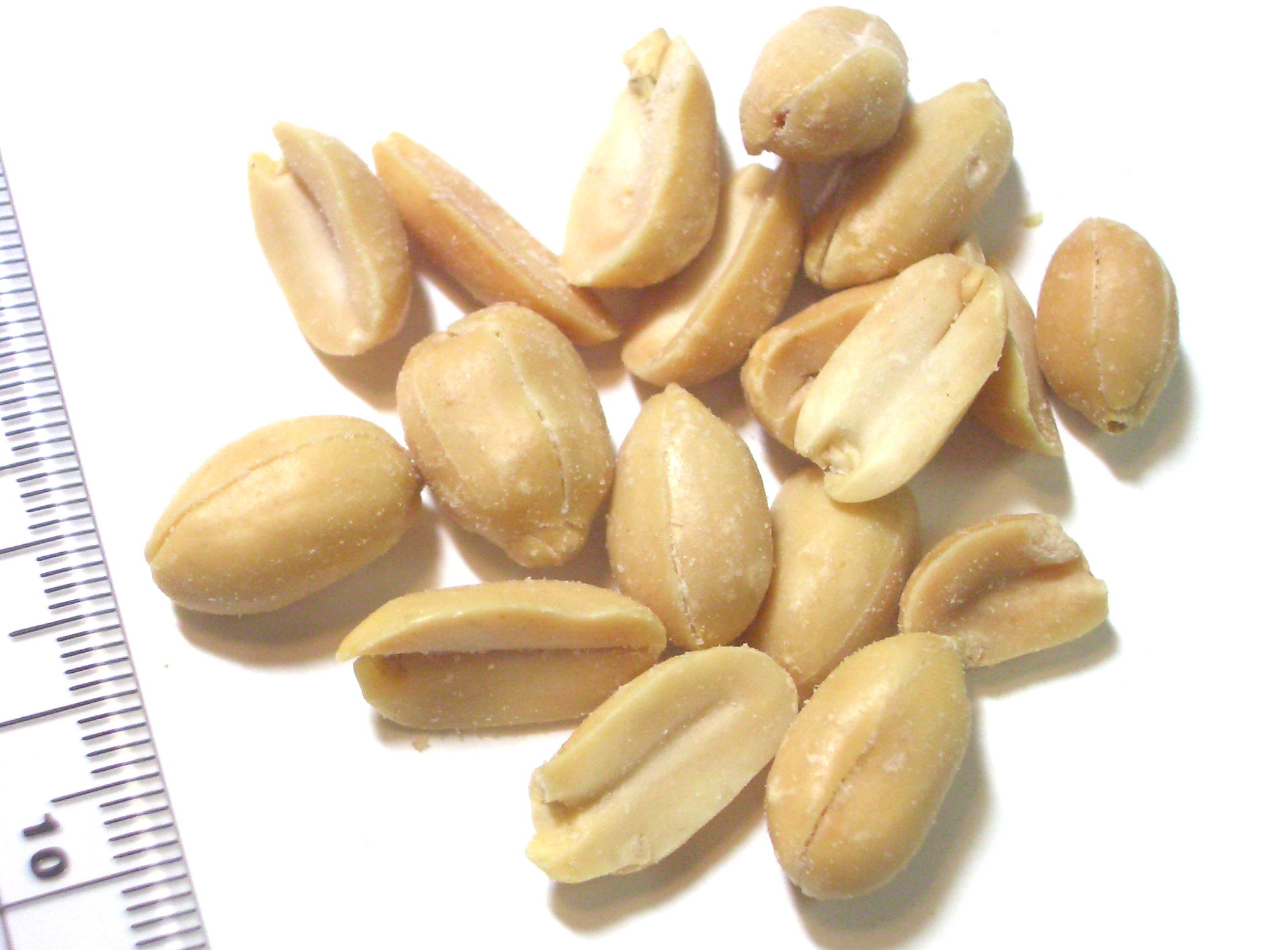
Peanuts

Da die allgemeinsprachliche Bezeichnung Peanuts im Englischen einen pejorativen Beigeschmack hat (etwas Geringwertiges), wurde in allen öffentlichen Stellungnahmen zum Projekt von Anfang an die agrarwissenschaftliche Bezeichnung Groundnuts gewählt. Beide Namen bezeichnen das gleiche.